# Coveñas
Coveñas es un municipio de Colombia, situado en el norte del país, en el departamento de Sucre (subregión de Morrosquillo).
La región se conoce desde el siglo XVI con el nombre de Hacienda Santa Bárbara de Cobeña cuando servía como puerto para traficantes de esclavos. En el siglo XX (1919 – 1923) se construyen allí las instalaciones del gran complejo industrial llamado el Packing House de Coveñas, que fue la primera empresa frigorífica de Colombia para la exportación de carne de ganado a los mercados de Europa. En 1938, con la llegada de la empresa South American Gulf Oil Company - SAGOC -, se convierte en puerto de exportación petrolera, actividad que se desarrolla hasta nuestros días por parte de la Empresa Colombiana de Petróleos, Ecopetrol, que se instaló allí desde 1974. También en 1974 se instala una sede de la Armada Nacional de Colombia, creándose la Base Naval ARC Coveñas que, de acuerdo con sus objetivos, ha sido denominada sucesivamente: Batallón de Infantería de Marina, luego Base de Entrenamiento de Infantería de Marina (BEIM) y luego Escuela de Formación de Infantería de Marina (EFIM). 
En el año 2002, Coveñas es elevado a categoría de municipio en el Departamento de Sucre, Colombia. Coveñas cuenta con grupos étnicos, entre ellos comunidades indígenas zenú; las cuales están inscritas en el registro de comunidades indígenas de Colombia según resolución número 0023 del 29 de febrero de 2016, de la dirección de asuntos indígenas del ministerio del interior.

## Vías de comunicación
El Municipio cuenta con dos vías de acceso del orden nacional, cuyo tramos son: la primera que va desde Toluviejo hasta Coveñas, esta vía tiene 34,87 kilómetros. La segunda vía, va desde Coveñas hasta el Corregimiento Sabaneta (Córdoba), son 16 km. En vías terciarias (a cargo de INVIAS) hay 8,4 kilómetros.
La Vía Aérea se puede acceder a través del Aeropuerto Golfo de Morrosquillo.

## División Político-Administrativa
La Cabecera municipal se encuentra dividido en los siguientes barrios: Antiguo Campamento, Base Naval, Coquerita, Guayabal, Isla Gallinazo, Primera Ensenada, San José y Zona Petrolera.
Coveñas tiene bajo su jurisdicción los centros poblados:
- Bellavista
- Boca de la Ciénaga
- El Mamey
- El Reparo
- Punta Seca

## Historia
Desde los 18 años de edad Julián Patrón Airiarte inició su actividad comercial en la costa norte de Colombia transportando ñame desde Cartagena hacia Panamá y aceite de alumbrado de Panamá a Cartagena en canoas de madera. Con ello logró obtener una posición económica que se hizo más sólida cuando inició la empresa de transporte marítimo de personas por la costa norte colombiana entre las poblaciones de lo que hoy son los departamentos de Córdoba y Sucre hacia y desde Cartagena; y más aún cuando, a la muerte de sus padres, recibió la hacienda Santa Bárbara de Cobeña, propiedad de 10.000 hectáreas localizada en el Golfo de Morrosquillo, a todo lo largo del litoral, con una inmensa riqueza natural de cocoteros y otras especies nativas.
Progresivamente fue adquiriendo las tierras circundantes a su ya gran hacienda hasta poseer 20.000 hectáreas de tierra entre Tolú y Coveñas, con pastos de gran riqueza, miles de cocoteros y posibilidades sin límite. También fue adquiriendo ganado hasta poseer 40.000 reses y cientos de caballos y bestias de carga.
Los ganaderos del entonces Gran departamento de Bolívar, Carlos y Fernando Vélez Danies, Julián Patrón Airiarte, Celedonio Piñeres & Cia. y Diego Martínez & Cia., conformaron primero la empresa Ganadería Colombiana que, fusionada con la empresa norteamericana The International Products Co., con experiencia en la instalación de plantas frigoríficas en Paraguay y Argentina, constituyeron la empresa Colombia Products Co., cuyo objeto fue la construcción de un frigorífico en Coveñas, complejo industrial llamado El Packing House de Coveñas, el primero en Colombia, para la exportación de carne de ganado refrigerada y congelada.
Esta es la historia de una de las más grandes y visionarias empresas de comienzos del siglo XX en Colombia, que condujo a la disposición de gran cantidad de recursos económicos, técnicos e incorporación de numerosos trabajadores nacionales y extranjeros para instalar en Coveñas, entre 1919 y 1923, el gigantesco complejo frigorífico llamado entonces comúnmente El Packing House, cuyo emblema fue Rancho Grande, inmensa edificación de ladrillo rojo con marcos de pino canadiense, ascensores de 4 metros de lado, sótanos, escaleras en caracol, vidrios de seguridad y nevera aislada con corcho de 20 centímetros de espesor, que escasamente funcionó, permaneció inactivo entre 1923 y 1938, fue sede de la South American Gulf Oil Company (SAGOC), compañía exportadora del petróleo extraído del Catatumbo entre 1938 y 1974. Desde ese año y hasta la fecha es sede de la Empresa Colombiana de Petróleos - Ecopetrol -, y de la Base Naval ARC Coveñas de la Armada colombiana, ahora Escuela de Formación de Infantería de Marina - EFIM.
La Empresa Colombiana de Petróleos - ECOPETROL - también se instaló en Coveñas desde 1974, inicialmente en Rancho Grande, instalaciones que cedió a la Armada y continuó los trabajos petroleros en los predios que se reservó al occidente de Rancho Grande.
El Municipio de Coveñas fue creado en el año 2002.

## Vocación turística

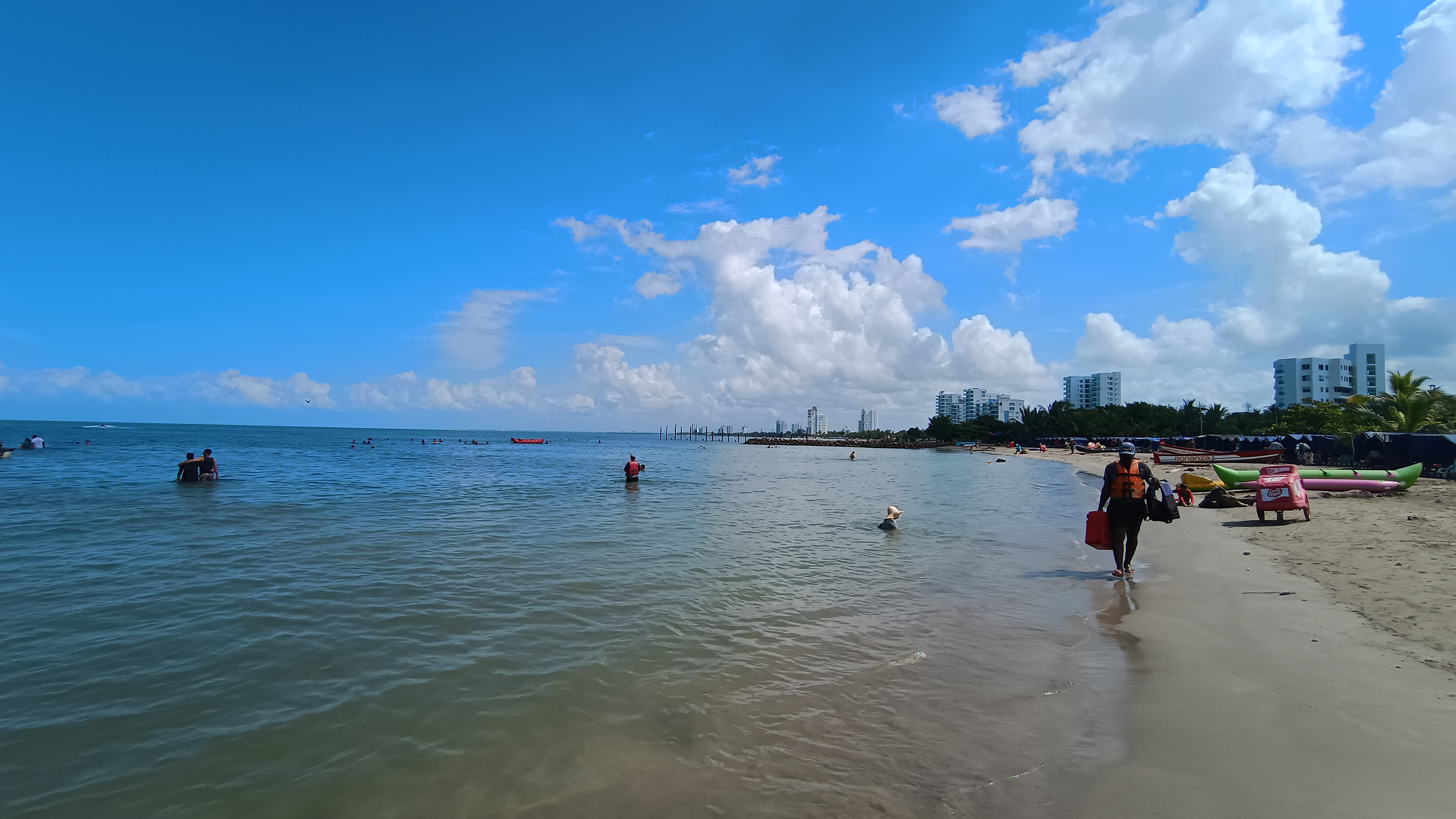
Playa La Coquera en Coveñas.

Coveñas ha tenido un notorio desarrollo turístico desde la década de 1960, inicialmente orientado más hacia la población local y regional. Desde los años 70', por las características de su mar, sus playas y la existencia de una infraestructura más adecuada para ofrecer servicios y comodidades al turista, este campo de la economía coveñera comenzó a tener trascendencia nacional y en el siglo XXI la industria hotelera ha aumentado notablemente, ofreciendo opciones de servicios turísticos más ajustados a las exigencias actuales de la modernidad. La administración del municipio tiene en el turismo, una fuente importantísima de posibilidades de desarrollo en las cuales intervenir de manera positiva de forma que ello redunde en beneficio de la comunidad y de la región. Este renglón de la economía debe ser una de las prioridades de inversión y apoyo del municipio.

## Estructura organizacional municipal
| Coveñas      | Coveñas     | Coveñas                    |
| Departamento | Código DANE | Categoría municipal (2023) |
| ------------ | ----------- | -------------------------- |
| Sucre        | 70221       | Cuarta                     |

- Personería: Es un centro del Ministerio Público de Colombia que ejerce, vigila y hace control sobre la gestión de las alcaldías y entes descentralizados; velan por la promoción y protección de los derechos humanos; vigilan el debido proceso, la conservación del medio ambiente, el patrimonio público y la prestación eficiente de los servicios públicos, garantizando a la ciudadanía la defensa de sus derechos e intereses.

- Concejo Municipal: Es la suprema autoridad política del municipio. En materia administrativa sus atribuciones son de carácter normativo. También le corresponde vigilar y hacer control político a la administración municipal. Se regulan por los reglamentos internos de la corporación en el marco de la Constitución Política Colombiana (artículo 313) y las leyes, en especial la Ley 136 de 1994 y la Ley 1551 de 2012.

Constituido por 11 concejales por un periodo de 4 años. 
- Alcaldía Municipal: En esta se encuentra la administración municipal y las entidades descentralizadas del municipio.

El Alcalde se pronuncia mediante decretos y se desempeña como representante legal, judicial y extrajudicial del municipio. El actual Alcalde municipal es Netsky Feria Moreno (2024-2027), elegida por voto popular.
- JAL.

## Servicios públicos
- Energía Eléctrica: Afinia, del grupo EPM, es la empresa prestadora del servicio de energía eléctrica.
- Gas Natural: Surtigas es la empresa distribuidora y comercializadora de gas natural en el municipio.